# Loire-Nieuport LN.401
Луар-Ньюпор LN.401 (фр. Loire-Nieuport LN.401) — палубний пікіруючий бомбардувальник виробництва французької авіакомпанії Loire-Nieuport. Виготовлявся для потреб французького флоту, але в бойових умовах використовувався тільки з сухопутних аеродромів.

## Історія створення

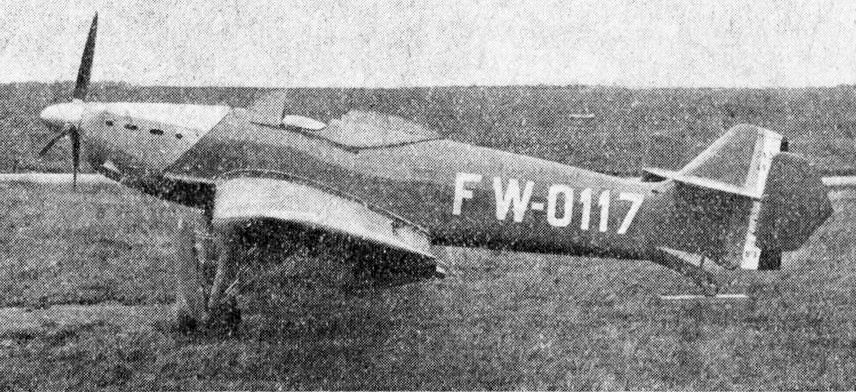
Передсерійний LN.40.

Компанія Loire-Nieuport займалась розробкою палубного бомбардувальника для французького флоту ще з 1932 року. В процесі роботи було створено декілька дослідних літаків, першим з яких був LN.140, який випробувався з березня 1935 року. LN.140 був двомісним літаком з шасі, яке не прибиралось, прикрите обтічниками і крилом типу «зворотна чайка». Результати тестування були посередніми і було вирішено зробити шасі висувним.
Новий літак отримав позначення LN.40, окрім нового шасі, також отримав новий фюзеляж від експериментального винищувача LN.161, в результаті чого машина стала одномісною. Літак оснащувався двигуном Hispano-Suiza 12Xcrs потужністю 690 к.с. В результаті тестів, які почались в червні 1938 року, було збільшено розмір вертикальних поверхонь через додавання невеликих кільових шайб на кінцях горизонтального хвостового оперення. Тестування модифікованого літака відновились в вересні 1938, але ще до їх початку флот замовив 6 передсерійних літаків. Пізніше було укладено контракт на 36 серійних літаків, які отримали військове позначення LN.401.
Новий пікіруючий бомбардувальник також зацікавив ВПС, які зрозуміли ефективність таких літаків після дебюту німецьких Ju 87 в Іспанії. В результаті армія замовила 40 літаків LN.411. Перші серійні літаки були готові в травні 1939 року, загалом було замовлено 152 літаки, але через війну було виготовлено до 100 літаків включно з 24 літаками виготовленими для ВПС режиму Віші.

## Історія використання
На службу в флоті перші LN.401 надійшли в листопаді 1939 року, а ВПС, які отримали LN.411 дещо раніше, в це ж час почали відмовлятись від літака, і LN.411 теж надійшли морській авіації. Літаками було оснащено ескадрильї AB2 і AB4, які базувались на березі, оскільки французький авіаносець «Беарн» в цей час використовувався для транспортування закуплених в США літаків. 10 травня 1940 року AB2 мала на озброєнні 10 LN.401, а AB4 — 12 LN.411.
Першою в бій вступила AB2 літаки якої в перші дні здійснювали бомбардування цілей біля Валхерена, а 17 травня на фронт прибула і AB4. 19 травня відбувся спільний рейд двох ескадрилей на німецькі війська на перехресті доріг в Берленоне. Рейд завершився катастрофічно — 10 з 20 літаків було збито, решта отримали пошкодження. До 22 травня в кожній з ескадрилей було тільки по 5 літаків, але ескадрильї не були боєздатні, оскільки більшість наземного персоналу попали в полон. Самі літаки було перекинуто до середземноморського узбережжя. Там вони здійснювали розвідувальні польоти над італійським узбережжям, 14 червня прикривали флот який обстрілював Геную, а 18-о здійснили нічний наліт на порт Імперії. 25 червня всі вцілілі літаки були перекинуті в Північну Африку.
В складі авіації режиму Віші LN.401/LN.411 не використовувались.

## Основні модифікації
- LN.401 — палубний бомбардувальник. До червня 1940 року було виготовлено 15 серійних літаків і 6 передсерійних, а також декілька в для режиму Віші.
- LN.411 — варіант для ВПС без складного крила, посадкового гаку і поплавків для посадки на воду. До червня 1940 року було виготовлено 57 літаків, а також частину з партії з 24 літаків для режиму Віші.

## Тактико-технічні характеристики

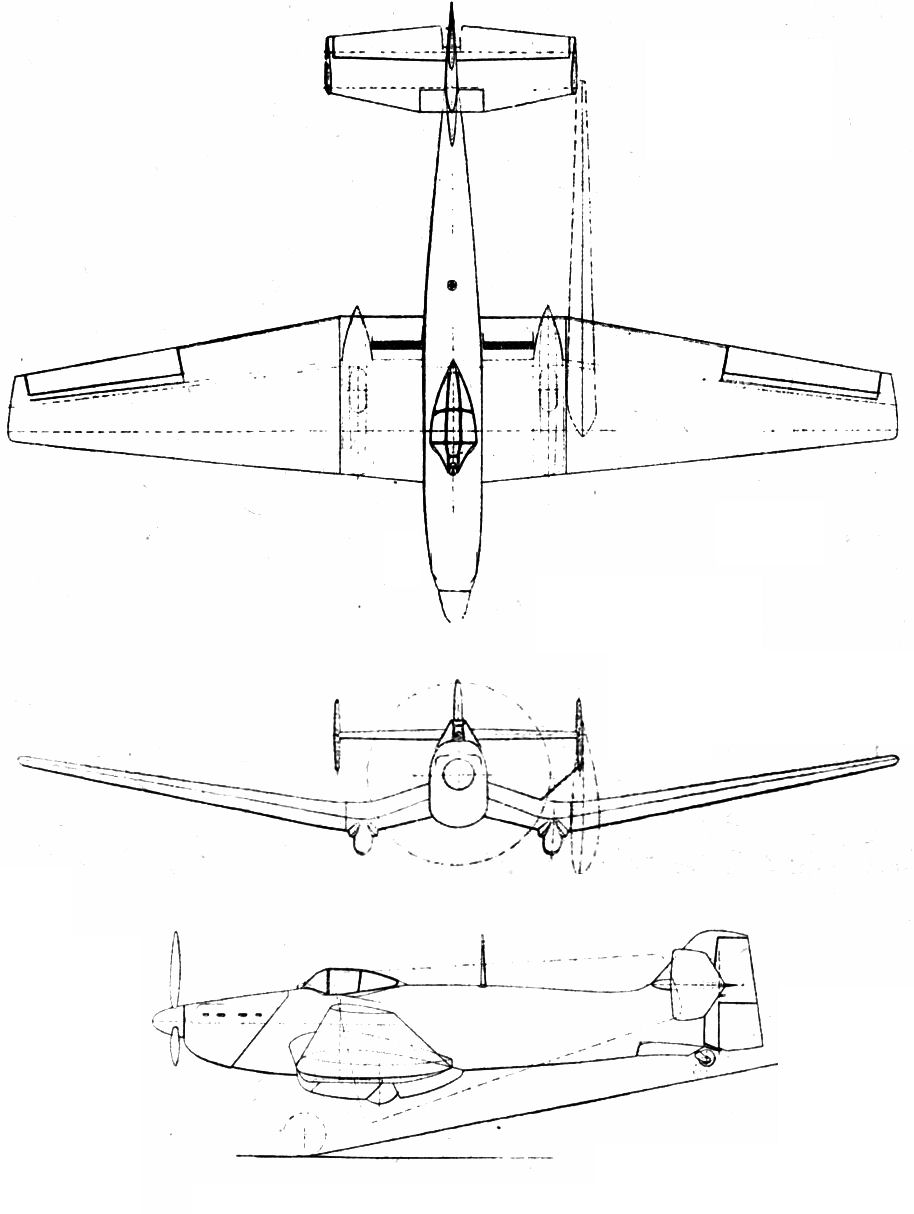

Дані з Ударная авиация Второй Мировой — штурмовики, бомбардировщики, торпедоносцы

### Технічні характеристики
- Довжина: 9,75 м
- Висота: 3,5 м
- Розмах крила: 14,0 м
- Площа крила: 24,76 м²
- Маса порожнього: 2135 кг
- Маса спорядженого: 2823 кг
- Двигун: Hispano-Suiza 12Xcrs
- Потужність: 690 к. с.

### Льотні характеристики
- Максимальна швидкість: 381 км/год
- Практична стеля: 9500 м
- Дальність польоту: 1200 км.

### Озброєння
Стрілецьке
- 1 × 20-мм курсова гармата в валі гвинта
- 2 × 7,5-мм курсові синхронні кулемети

Бомбове
- нормальне — 225 кг
- максимальне — 500 кг